# Oresbius habermehli
Oresbius habermehli là một loài tò vò trong họ Ichneumonidae.